# 선장 (무기)

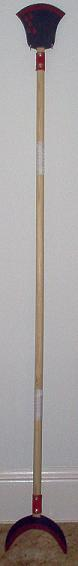
선장

선장(禪杖) 또는 산(鏟)은 중국의 무기 중 하나이다.
약 3 미터 정도의 봉의 한 쪽 끝에 월아(月牙)가 달려있는 것이 특징이며, 다른 한 쪽 끝에 삽과 같이 생긴 날이 달려있다. 변형된 형태의 무기로 월아산(月牙鏟)이 있으며, 산과 달리 삽과 같이 생긴 날이 아닌 일반적인 창날이 달려 있다.
불교의 승려들이 주로 사용했으며, 주로 길을 따라 이동하던 도중 시체를 발견했을 때 불교 의식에 따라 이를 매장하거나 도적을 만났을 때 이에 대항하여 싸우기 위한 용도로 사용되었다. 보통 상대를 찌르거나 베는 방식의 공격을 하며, 명나라 때부터 본격적으로 무기로 이용되었다.
대표적인 선장으로는 노지심이 사용했다고 알려진 수마선장(水磨禪杖)과 사오정이 사용했다고 알려진 강요보장(降妖寶杖)이 있다.

## 같이 보기
- 석장
- 사스마타